# هنک شریدر
هنری (هَنک) آر. شریدر (انگلیسی: Henry "Hank" R. Schrader) یک شخصیت ساختگی در سریال بریکینگ بد بود؛ که دین نوریس نقش او را بازی کرد. شخصیت هنک شریدر توسط وینس گلیگان کارگردان سریال بریکینگ بد طراحی شده‌است. هنک باجناق والتر وایت و مأمور پلیس مواد مخدر آلبوکرک ایالت متحده است. هنک پلیسی سرسخت، باهوش و وظیفه‌شناس به تصویر کشیده شده‌است.

## فهرست منابع
1. ↑  "Hank Schrader". Wikipedia (به انگلیسی). 2018-12-07.
2. ↑  «مرگ‌های عجیب سریال «برکینگ بد»؛ بکش یا زنده بمان+تصاویر». www.cinemakhabar.ir. بایگانی‌شده از اصلی در ۳۰ ژانویه ۲۰۱۹. دریافت‌شده در ۲۰۱۹-۰۱-۲۹.
3. ↑  «بررسی 20 مرگ عجیب در بریکینگ بد». goftegoft.ir. بایگانی‌شده از اصلی در ۳۰ ژانویه ۲۰۱۹. دریافت‌شده در ۲۰۱۹-۰۱-۲۹.